# Roncus araxellus
Roncus araxellus es una especie de arácnido del orden Pseudoscorpionida de la familia Neobisiidae.

## Distribución geográfica
Se encuentra en Azerbaiyán y en Armenia.